# Eleições autárquicas portuguesas de 1993 no distrito de Viseu
| Eleições autárquicas portuguesas de 1993 Distritos: Aveiro \| Beja \| Braga \| Bragança \| Castelo Branco \| Coimbra \| Évora \| Faro \| Guarda \| Leiria \| Lisboa \| Portalegre \| Porto \| Santarém \| Setúbal \| Viana do Castelo \| Vila Real \| Viseu \| Açores \| Madeira |

## Resultados por concelho
Os resultados nos concelhos do distrito de Viseu foram os seguintes:

### Armamar
| Partido                 | Partido                        | Votos | %               | +/-   | Vereadores | +/-     |
| ----------------------- | ------------------------------ | ----- | --------------- | ----- | ---------- | ------- |
|                         | Partido Social Democrata       | 2 877 | 59,30 / 100,00  | 12,14 | 4 / 5      | 1       |
|                         | Partido Popular                | 921   | 18,98 / 100,00  | 8,13  | 1 / 5      | Estável |
|                         | Partido Socialista             | 449   | 9,25 / 100,00   | 8,57  | 0 / 5      | 1       |
|                         | Coligação Democrática Unitária | 390   | 8,04 / 100,00   | 4,00  | 0 / 5      | Estável |
| Votos Inválidos         | Votos Inválidos                | 215   | 4,43 / 100,00   | 0,55  |            |         |
| Total                   | Total                          | 4 852 | 100,00 / 100,00 |       | 5 / 5      |         |
| Eleitorado/Participação | Eleitorado/Participação        | 7 161 | 67,76 / 100,00  | 3,11  |            |         |

### Carregal do Sal
| Partido                 | Partido                        | Votos | %               | +/-   | Vereadores | +/-     |
| ----------------------- | ------------------------------ | ----- | --------------- | ----- | ---------- | ------- |
|                         | Partido Social Democrata       | 2 811 | 47,36 / 100,00  | 21,60 | 3 / 5      | 2       |
|                         | Partido Socialista             | 1 487 | 25,05 / 100,00  | 9,17  | 1 / 5      | 1       |
|                         | Partido Popular                | 1 245 | 20,98 / 100,00  | 14,48 | 1 / 5      | 1       |
|                         | Coligação Democrática Unitária | 134   | 2,26 / 100,00   | 0,63  | 0 / 5      | Estável |
| Votos Inválidos         | Votos Inválidos                | 258   | 4,34 / 100,00   | 1,41  |            |         |
| Total                   | Total                          | 5 935 | 100,00 / 100,00 |       | 5 / 5      |         |
| Eleitorado/Participação | Eleitorado/Participação        | 9 339 | 63,55 / 100,00  | 1,49  |            |         |

### Castro Daire
| Partido                 | Partido                        | Votos  | %               | +/-   | Vereadores | +/-     |
| ----------------------- | ------------------------------ | ------ | --------------- | ----- | ---------- | ------- |
|                         | Partido Social Democrata       | 4 169  | 38,76 / 100,00  | 10,86 | 3 / 7      | 1       |
|                         | Partido Popular                | 3 693  | 34,34 / 100,00  | 21,06 | 3 / 7      | 2       |
|                         | Partido Socialista             | 2 251  | 20,93 / 100,00  | 5,11  | 1 / 7      | 1       |
|                         | Coligação Democrática Unitária | 117    | 1,09 / 100,00   | 1,14  | 0 / 7      | Estável |
| Votos Inválidos         | Votos Inválidos                | 525    | 4,89 / 100,00   | 0,01  |            |         |
| Total                   | Total                          | 10 755 | 100,00 / 100,00 |       | 7 / 7      |         |
| Eleitorado/Participação | Eleitorado/Participação        | 16 131 | 66,67 / 100,00  | 4,16  |            |         |

### Cinfães
| Partido                 | Partido                           | Votos  | %               | +/-  | Vereadores | +/-     |
| ----------------------- | --------------------------------- | ------ | --------------- | ---- | ---------- | ------- |
|                         | Partido Social Democrata          | 5 401  | 43,72 / 100,00  | 8,91 | 4 / 7      | Estável |
|                         | Partido Socialista                | 3 633  | 29,41 / 100,00  | 1,85 | 2 / 7      | Estável |
|                         | Partido Popular                   | 1 875  | 15,18 / 100,00  | 4,30 | 1 / 7      | Estável |
|                         | Partido da Solidariedade Nacional | 623    | 5,04 / 100,00   | Novo | 0 / 7      | Novo    |
|                         | Coligação Democrática Unitária    | 345    | 2,79 / 100,00   | 1,61 | 0 / 7      | Estável |
| Votos Inválidos         | Votos Inválidos                   | 476    | 3,85 / 100,00   | 0,19 |            |         |
| Total                   | Total                             | 12 353 | 100,00 / 100,00 |      | 7 / 7      |         |
| Eleitorado/Participação | Eleitorado/Participação           | 20 190 | 61,18 / 100,00  | 0,19 |            |         |

### Lamego
| Partido                 | Partido                           | Votos  | %               | +/-  | Vereadores | +/-     |
| ----------------------- | --------------------------------- | ------ | --------------- | ---- | ---------- | ------- |
|                         | Partido Socialista                | 6 712  | 37,63 / 100,00  | 8,98 | 3 / 7      | 1       |
|                         | Partido Social Democrata          | 5 507  | 30,87 / 100,00  | 5,12 | 2 / 7      | Estável |
|                         | Partido Popular                   | 4 497  | 25,21 / 100,00  | 3,25 | 2 / 7      | Estável |
|                         | Partido da Solidariedade Nacional | 280    | 1,57 / 100,00   | Novo | 0 / 7      | Novo    |
|                         | Coligação Democrática Unitária    | 261    | 1,46 / 100,00   | 1,75 | 0 / 7      | Estável |
| Votos Inválidos         | Votos Inválidos                   | 580    | 3,25 / 100,00   | 0,38 |            |         |
| Total                   | Total                             | 17 837 | 100,00 / 100,00 |      | 7 / 7      |         |
| Eleitorado/Participação | Eleitorado/Participação           | 25 897 | 68,88 / 100,00  | 0,76 |            |         |

### Mangualde
| Partido                 | Partido                        | Votos  | %               | +/-  | Vereadores | +/-     |
| ----------------------- | ------------------------------ | ------ | --------------- | ---- | ---------- | ------- |
|                         | Partido Socialista             | 6 102  | 51,43 / 100,00  | 3,34 | 4 / 7      | Estável |
|                         | Partido Social Democrata       | 3 672  | 30,95 / 100,00  | 4,15 | 2 / 7      | 1       |
|                         | Partido Popular                | 1 479  | 12,47 / 100,00  | 7,10 | 1 / 7      | 1       |
|                         | Coligação Democrática Unitária | 258    | 2,17 / 100,00   | 0,67 | 0 / 7      | Estável |
| Votos Inválidos         | Votos Inválidos                | 354    | 2,99 / 100,00   | 0,27 |            |         |
| Total                   | Total                          | 11 865 | 100,00 / 100,00 |      | 7 / 7      |         |
| Eleitorado/Participação | Eleitorado/Participação        | 18 532 | 64,02 / 100,00  | 0,27 |            |         |

### Moimenta da Beira
| Partido                 | Partido                        | Votos  | %               | +/-   | Vereadores | +/-     |
| ----------------------- | ------------------------------ | ------ | --------------- | ----- | ---------- | ------- |
|                         | Partido Social Democrata       | 2 843  | 37,90 / 100,00  | 5,57  | 3 / 7      | Estável |
|                         | Partido Popular                | 2 318  | 30,90 / 100,00  | 19,21 | 2 / 7      | 2       |
|                         | Partido Socialista             | 1 942  | 25,89 / 100,00  | 21,59 | 2 / 7      | 2       |
|                         | Coligação Democrática Unitária | 72     | 0,96 / 100,00   | 8,17  | 0 / 7      | Estável |
| Votos Inválidos         | Votos Inválidos                | 327    | 4,36 / 100,00   | 0,24  |            |         |
| Total                   | Total                          | 7 502  | 100,00 / 100,00 |       | 7 / 7      |         |
| Eleitorado/Participação | Eleitorado/Participação        | 10 696 | 70,14 / 100,00  | 0,01  |            |         |

### Mortágua
| Partido                 | Partido                        | Votos | %               | +/-  | Vereadores | +/-     |
| ----------------------- | ------------------------------ | ----- | --------------- | ---- | ---------- | ------- |
|                         | Partido Socialista             | 3 380 | 57,61 / 100,00  | 5,90 | 3 / 5      | Estável |
|                         | Partido Social Democrata       | 2 060 | 35,11 / 100,00  | 4,50 | 2 / 5      | Estável |
|                         | Partido Popular                | 129   | 2,20 / 100,00   | 1,97 | 0 / 5      | Estável |
|                         | Coligação Democrática Unitária | 109   | 1,86 / 100,00   | 0,78 | 0 / 5      | Estável |
| Votos Inválidos         | Votos Inválidos                | 189   | 3,22 / 100,00   | 0,21 |            |         |
| Total                   | Total                          | 5 867 | 100,00 / 100,00 |      | 5 / 5      |         |
| Eleitorado/Participação | Eleitorado/Participação        | 9 569 | 61,31 / 100,00  | 3,78 |            |         |

### Nelas
| Partido                 | Partido                        | Votos  | %               | +/-  | Vereadores | +/-     |
| ----------------------- | ------------------------------ | ------ | --------------- | ---- | ---------- | ------- |
|                         | Partido Socialista             | 3 856  | 45,50 / 100,00  | 9,23 | 4 / 7      | Estável |
|                         | Partido Social Democrata       | 3 654  | 43,12 / 100,00  | 6,84 | 3 / 7      | Estável |
|                         | Partido Popular                | 426    | 5,03 / 100,00   | 2,74 | 0 / 7      | Estável |
|                         | Coligação Democrática Unitária | 170    | 2,01 / 100,00   | 0,73 | 0 / 7      | Estável |
| Votos Inválidos         | Votos Inválidos                | 369    | 4,35 / 100,00   | 0,39 |            |         |
| Total                   | Total                          | 8 475  | 100,00 / 100,00 |      | 7 / 7      |         |
| Eleitorado/Participação | Eleitorado/Participação        | 12 736 | 66,54 / 100,00  | 0,19 |            |         |

### Oliveira de Frades
| Partido                 | Partido                        | Votos | %               | +/-     | Vereadores | +/-     |
| ----------------------- | ------------------------------ | ----- | --------------- | ------- | ---------- | ------- |
|                         | Partido Social Democrata       | 3 386 | 49,90 / 100,00  | 4,52    | 3 / 5      | 1       |
|                         | Partido Socialista             | 2 887 | 42,55 / 100,00  | 25,22   | 2 / 5      | 1       |
|                         | Partido Popular                | 285   | 4,20 / 100,00   | 28,59   | 0 / 5      | 2       |
|                         | Coligação Democrática Unitária | 58    | 0,85 / 100,00   | 1,17    | 0 / 5      | Estável |
|                         | Movimento Partido da Terra     | 0     | 0,00 / 100,00   | Novo    | 0 / 5      | Novo    |
| Votos Inválidos         | Votos Inválidos                | 169   | 2,49 / 100,00   | Estável |            |         |
| Total                   | Total                          | 6 785 | 100,00 / 100,00 |         | 5 / 5      |         |
| Eleitorado/Participação | Eleitorado/Participação        | 8 626 | 78,66 / 100,00  | 1,55    |            |         |

### Penalva do Castelo
| Partido                 | Partido                        | Votos | %               | +/-   | Vereadores | +/-     |
| ----------------------- | ------------------------------ | ----- | --------------- | ----- | ---------- | ------- |
|                         | Partido Popular                | 2 981 | 48,96 / 100,00  | 18,40 | 3 / 5      | 1       |
|                         | Partido Social Democrata       | 2 782 | 45,69 / 100,00  | 6,86  | 2 / 5      | Estável |
|                         | Partido Socialista             | 108   | 1,77 / 100,00   | 23,97 | 0 / 5      | 1       |
|                         | Coligação Democrática Unitária | 31    | 0,51 / 100,00   | 0,22  | 0 / 5      | Estável |
| Votos Inválidos         | Votos Inválidos                | 187   | 3,07 / 100,00   | 1,06  |            |         |
| Total                   | Total                          | 6 089 | 100,00 / 100,00 |       | 5 / 5      |         |
| Eleitorado/Participação | Eleitorado/Participação        | 8 360 | 72,83 / 100,00  | 6,57  |            |         |

### Penedono
| Partido                 | Partido                        | Votos | %               | +/-  | Vereadores | +/-     |
| ----------------------- | ------------------------------ | ----- | --------------- | ---- | ---------- | ------- |
|                         | Partido Social Democrata       | 1 230 | 58,21 / 100,00  | 1,86 | 4 / 5      | Estável |
|                         | Partido Socialista             | 552   | 26,12 / 100,00  | 2,91 | 1 / 5      | Estável |
|                         | Coligação Democrática Unitária | 204   | 9,65 / 100,00   | 6,79 | 0 / 5      | Estável |
| Votos Inválidos         | Votos Inválidos                | 127   | 6,01 / 100,00   | 0,59 |            |         |
| Total                   | Total                          | 2 113 | 100,00 / 100,00 |      | 5 / 5      |         |
| Eleitorado/Participação | Eleitorado/Participação        | 3 327 | 63,51 / 100,00  | 5,17 |            |         |

### Resende
| Partido                 | Partido                        | Votos  | %               | +/-   | Vereadores | +/-     |
| ----------------------- | ------------------------------ | ------ | --------------- | ----- | ---------- | ------- |
|                         | Partido Social Democrata       | 3 959  | 52,48 / 100,00  | 16,69 | 4 / 7      | 2       |
|                         | Partido Socialista             | 2 774  | 36,77 / 100,00  | 19,69 | 3 / 7      | 2       |
|                         | Partido Popular                | 392    | 5,20 / 100,00   | 2,58  | 0 / 7      | Estável |
|                         | Coligação Democrática Unitária | 167    | 2,21 / 100,00   | 0,47  | 0 / 7      | Estável |
| Votos Inválidos         | Votos Inválidos                | 252    | 3,35 / 100,00   | 0,89  |            |         |
| Total                   | Total                          | 7 544  | 100,00 / 100,00 |       | 7 / 7      |         |
| Eleitorado/Participação | Eleitorado/Participação        | 11 706 | 64,45 / 100,00  | 4,29  |            |         |

### Santa Comba Dão
| Partido                 | Partido                        | Votos  | %               | +/-   | Vereadores | +/-     |
| ----------------------- | ------------------------------ | ------ | --------------- | ----- | ---------- | ------- |
|                         | Partido Socialista             | 3 971  | 53,27 / 100,00  | 19,80 | 4 / 7      | 1       |
|                         | Partido Social Democrata       | 2 752  | 36,91 / 100,00  | 4,93  | 3 / 7      | 1       |
|                         | Partido Popular                | 341    | 4,57 / 100,00   | 24,19 | 0 / 7      | 2       |
|                         | Coligação Democrática Unitária | 86     | 1,15 / 100,00   | 0,48  | 0 / 7      | Estável |
| Votos Inválidos         | Votos Inválidos                | 305    | 4,09 / 100,00   | 0,06  |            |         |
| Total                   | Total                          | 7 455  | 100,00 / 100,00 |       | 7 / 7      |         |
| Eleitorado/Participação | Eleitorado/Participação        | 11 215 | 66,47 / 100,00  | 0,33  |            |         |

### São João da Pesqueira
| Partido                 | Partido                           | Votos | %               | +/-   | Vereadores | +/-     |
| ----------------------- | --------------------------------- | ----- | --------------- | ----- | ---------- | ------- |
|                         | Partido Social Democrata          | 2 653 | 50,14 / 100,00  | 10,73 | 3 / 5      | Estável |
|                         | Partido Popular                   | 1 526 | 28,84 / 100,00  | 2,63  | 2 / 5      | 1       |
|                         | Partido Socialista                | 415   | 7,84 / 100,00   | 17,81 | 0 / 5      | 1       |
|                         | Partido da Solidariedade Nacional | 351   | 6,63 / 100,00   | Novo  | 0 / 5      | Novo    |
|                         | Coligação Democrática Unitária    | 109   | 2,06 / 100,00   | 0,40  | 0 / 5      | Estável |
| Votos Inválidos         | Votos Inválidos                   | 237   | 4,48 / 100,00   | 2,09  |            |         |
| Total                   | Total                             | 5 291 | 100,00 / 100,00 |       | 5 / 5      |         |
| Eleitorado/Participação | Eleitorado/Participação           | 7 929 | 66,73 / 100,00  | 0,67  |            |         |

### São Pedro do Sul
| Partido                 | Partido                        | Votos  | %               | +/-  | Vereadores | +/-     |
| ----------------------- | ------------------------------ | ------ | --------------- | ---- | ---------- | ------- |
|                         | Partido Socialista             | 5 295  | 44,82 / 100,00  | 1,27 | 4 / 7      | Estável |
|                         | Partido Social Democrata       | 5 124  | 43,37 / 100,00  | 4,10 | 3 / 7      | Estável |
|                         | Partido Popular                | 530    | 4,49 / 100,00   | 2,58 | 0 / 7      | Estável |
|                         | Coligação Democrática Unitária | 401    | 3,39 / 100,00   | 0,14 | 0 / 7      | Estável |
| Votos Inválidos         | Votos Inválidos                | 464    | 3,93 / 100,00   | 0,10 |            |         |
| Total                   | Total                          | 11 814 | 100,00 / 100,00 |      | 7 / 7      |         |
| Eleitorado/Participação | Eleitorado/Participação        | 17 297 | 68,30 / 100,00  | 4,71 |            |         |

### Sátão
| Partido                 | Partido                        | Votos  | %               | +/-   | Vereadores | +/-     |
| ----------------------- | ------------------------------ | ------ | --------------- | ----- | ---------- | ------- |
|                         | Partido Social Democrata       | 4 086  | 52,82 / 100,00  | 17,75 | 4 / 7      | 1       |
|                         | Partido Socialista             | 1 772  | 22,91 / 100,00  | 12,65 | 2 / 7      | 2       |
|                         | Partido Popular                | 1 508  | 19,49 / 100,00  | 31,15 | 1 / 7      | 3       |
|                         | Coligação Democrática Unitária | 48     | 0,62 / 100,00   | 0,09  | 0 / 7      | Estável |
| Votos Inválidos         | Votos Inválidos                | 322    | 4,17 / 100,00   | 0,66  |            |         |
| Total                   | Total                          | 7 736  | 100,00 / 100,00 |       | 7 / 7      |         |
| Eleitorado/Participação | Eleitorado/Participação        | 12 109 | 63,89 / 100,00  | 3,18  |            |         |

### Sernancelhe
| Partido                 | Partido                        | Votos | %               | +/-  | Vereadores | +/-     |
| ----------------------- | ------------------------------ | ----- | --------------- | ---- | ---------- | ------- |
|                         | Partido Social Democrata       | 2 393 | 53,78 / 100,00  | 2,62 | 3 / 5      | Estável |
|                         | Partido Popular                | 1 541 | 34,63 / 100,00  | 6,15 | 2 / 5      | Estável |
|                         | Partido Socialista             | 364   | 8,18 / 100,00   | 3,74 | 0 / 5      | Estável |
|                         | Coligação Democrática Unitária | 23    | 0,52 / 100,00   | 0,01 | 0 / 5      | Estável |
| Votos Inválidos         | Votos Inválidos                | 129   | 2,90 / 100,00   | 0,20 |            |         |
| Total                   | Total                          | 4 450 | 100,00 / 100,00 |      | 5 / 5      |         |
| Eleitorado/Participação | Eleitorado/Participação        | 6 155 | 72,30 / 100,00  | 4,36 |            |         |

### Tabuaço
| Partido                 | Partido                        | Votos | %               | +/-   | Vereadores | +/-     |
| ----------------------- | ------------------------------ | ----- | --------------- | ----- | ---------- | ------- |
|                         | Partido Social Democrata       | 2 530 | 51,36 / 100,00  | 4,72  | 3 / 5      | Estável |
|                         | Partido Popular                | 1 333 | 27,06 / 100,00  | 15,45 | 1 / 5      | 1       |
|                         | Partido Socialista             | 847   | 17,19 / 100,00  | 9,71  | 1 / 5      | 1       |
|                         | Coligação Democrática Unitária | 23    | 0,47 / 100,00   | 0,11  | 0 / 5      | Estável |
| Votos Inválidos         | Votos Inválidos                | 193   | 3,92 / 100,00   | 0,91  |            |         |
| Total                   | Total                          | 4 926 | 100,00 / 100,00 |       | 5 / 5      |         |
| Eleitorado/Participação | Eleitorado/Participação        | 6 678 | 73,76 / 100,00  | 3,60  |            |         |

### Tarouca
| Partido                 | Partido                        | Votos | %               | +/-  | Vereadores | +/-     |
| ----------------------- | ------------------------------ | ----- | --------------- | ---- | ---------- | ------- |
|                         | Partido Social Democrata       | 2 079 | 45,36 / 100,00  | 1,85 | 3 / 5      | Estável |
|                         | Coligação Democrática Unitária | 1 361 | 29,70 / 100,00  | 7,06 | 2 / 5      | Estável |
|                         | Partido Popular                | 559   | 12,20 / 100,00  | 0,12 | 0 / 5      | Estável |
|                         | Partido Socialista             | 393   | 8,58 / 100,00   | 5,89 | 0 / 5      | Estável |
| Votos Inválidos         | Votos Inválidos                | 191   | 4,17 / 100,00   | 0,55 |            |         |
| Total                   | Total                          | 4 583 | 100,00 / 100,00 |      | 5 / 5      |         |
| Eleitorado/Participação | Eleitorado/Participação        | 6 958 | 65,87 / 100,00  | 0,83 |            |         |

### Tondela
| Partido                 | Partido                        | Votos  | %               | +/-  | Vereadores | +/-     |
| ----------------------- | ------------------------------ | ------ | --------------- | ---- | ---------- | ------- |
|                         | Partido Social Democrata       | 9 535  | 49,13 / 100,00  | 1,38 | 4 / 7      | Estável |
|                         | Partido Socialista             | 4 754  | 24,50 / 100,00  | 4,55 | 2 / 7      | 1       |
|                         | Partido Popular                | 3 604  | 18,57 / 100,00  | 5,90 | 1 / 7      | 1       |
|                         | Coligação Democrática Unitária | 649    | 3,34 / 100,00   | 0,17 | 0 / 7      | Estável |
| Votos Inválidos         | Votos Inválidos                | 866    | 4,46 / 100,00   | 0,20 |            |         |
| Total                   | Total                          | 19 408 | 100,00 / 100,00 |      | 7 / 7      |         |
| Eleitorado/Participação | Eleitorado/Participação        | 29 306 | 66,23 / 100,00  | 1,39 |            |         |

### Vila Nova de Paiva
| Partido                 | Partido                        | Votos | %               | +/-   | Vereadores | +/-     |
| ----------------------- | ------------------------------ | ----- | --------------- | ----- | ---------- | ------- |
|                         | Partido Popular                | 1 827 | 47,11 / 100,00  | 6,08  | 2 / 5      | Estável |
|                         | Partido Social Democrata       | 1 220 | 31,46 / 100,00  | 13,83 | 2 / 5      | 1       |
|                         | Partido Socialista             | 677   | 17,46 / 100,00  | 7,81  | 1 / 5      | 1       |
|                         | Coligação Democrática Unitária | 23    | 0,59 / 100,00   | 0,18  | 0 / 5      | Estável |
| Votos Inválidos         | Votos Inválidos                | 131   | 3,38 / 100,00   | 0,13  |            |         |
| Total                   | Total                          | 3 878 | 100,00 / 100,00 |       | 5 / 5      |         |
| Eleitorado/Participação | Eleitorado/Participação        | 5 482 | 70,74 / 100,00  | 0,57  |            |         |

### Viseu
| Partido                 | Partido                           | Votos  | %               | +/-   | Vereadores | +/-     |
| ----------------------- | --------------------------------- | ------ | --------------- | ----- | ---------- | ------- |
|                         | Partido Social Democrata          | 23 264 | 49,02 / 100,00  | 10,60 | 5 / 9      | 1       |
|                         | Partido Socialista                | 16 260 | 34,26 / 100,00  | 12,39 | 3 / 9      | 1       |
|                         | Partido Popular                   | 4 847  | 10,21 / 100,00  | 23,90 | 1 / 9      | 2       |
|                         | Partido da Solidariedade Nacional | 794    | 1,67 / 100,00   | Novo  | 0 / 9      | Novo    |
|                         | Coligação Democrática Unitária    | 739    | 1,56 / 100,00   | 0,12  | 0 / 9      | Estável |
| Votos Inválidos         | Votos Inválidos                   | 1 559  | 64,26 / 100,00  | 0,07  |            |         |
| Total                   | Total                             | 47 463 | 100,00 / 100,00 |       | 9 / 9      |         |
| Eleitorado/Participação | Eleitorado/Participação           | 73 857 | 64,26 / 100,00  | 3,50  |            |         |

### Vouzela
| Partido                 | Partido                        | Votos  | %               | +/-  | Vereadores | +/-     |
| ----------------------- | ------------------------------ | ------ | --------------- | ---- | ---------- | ------- |
|                         | Partido Socialista             | 3 467  | 45,28 / 100,00  | 2,30 | 4 / 7      | 1       |
|                         | Partido Social Democrata       | 3 124  | 40,80 / 100,00  | 3,44 | 3 / 7      | Estável |
|                         | Partido Popular                | 520    | 6,79 / 100,00   | 6,06 | 0 / 7      | 1       |
|                         | Coligação Democrática Unitária | 297    | 3,88 / 100,00   | 0,55 | 0 / 7      | Estável |
| Votos Inválidos         | Votos Inválidos                | 249    | 3,25 / 100,00   | 0,23 |            |         |
| Total                   | Total                          | 7 657  | 100,00 / 100,00 |      | 7 / 7      |         |
| Eleitorado/Participação | Eleitorado/Participação        | 10 805 | 70,87 / 100,00  | 2,59 |            |         |